# Cinema Royal (Niterói)
O Cinema Royal foi um cinema de rua de Niterói, localizado na Avenida Visconde do Rio Branco. Foi inaugurado em 1910 e surgiu após a compra do antigo Cinema Hélios.

## Fundação
No dia 19 de novembro de 1910 o Cinema Royal foi inaugurado na Avenida Visconde do Rio Branco, n° 211-3 (depois passa a ocupar o número 455-9) sob a administração da Empresa S. Lazzaro & C. após o fechamento do então chamado Cinema Hélios em meados de 1910, sendo noticiado o seu início pelo jornal O Fluminense da seguinte maneira: “A Empresa C. Pereira, Pinto & C., proprietários dos cinemas PARIS e IDEAL da Capital Federal, tendo adquirido o antigo CINEMA HÉLIOS, fê-lo passar por uma reforma radical e reabre agora com um novo título, completamente transformado no mais chic e confortável cinema de Niterói”.

## Fama
Como fica claro pelos jornais da época, o Royal foi considerado um dos melhores e mais chiques cinemas de Niterói, concentrando as elites da então capital fluminense, recebendo elogios do jornal O Estado. Sua fachada e arte de divulgação era em estilo Art Noveau, provavelmente fruto da francofilia carioca das elites da época, que tentavam replicar a arquitetura francesa.

## Mudanças
Em março de 1917, o Royal mudaria de endereço, indo agora para a Praça Martim Afonso, n° 3, para uma sala a um quarteirão de distância da antiga. Esse novo endereço era considerado um tanto quanto nobre, com localização movimentada e elegante. Contou também com mudanças estruturais, podendo comportar agora um público de 1200 pessoas. Ainda possuía, como outros atrativos, uma “luz em profusão, orquestra aumentada e muito conforto”, a ventilação também foi aprimorada e a sala foi aumentada, com seu forro sendo elevado em 1,40 metros. Passou também a incorporar cada vez mais em sua programação, que antes era composta majoritariamente de dramas dinamarqueses da Nordisk, produções americanas, principalmente da Fox e da Universal.

## Incêndio
No dia 30 de Janeiro de 1933, o Bazar Souza Marques, uma casa de ferragens localizada na Rua Visconde do Rio Branco pegou fogo, o incêndio rapidamente se espalhou, consumindo uma drogaria próxima e chegando a atingir Hotel Paris e parte da Casa Bordalo. O Cinema Royal escapou dos danos do fogo mas, segundo diversas fontes, foi junto do Café Londres e da Cooperativa, afetado pelo processo de extinção do fogo, sendo danificado pela água.